# كأس حذفي 2018–19

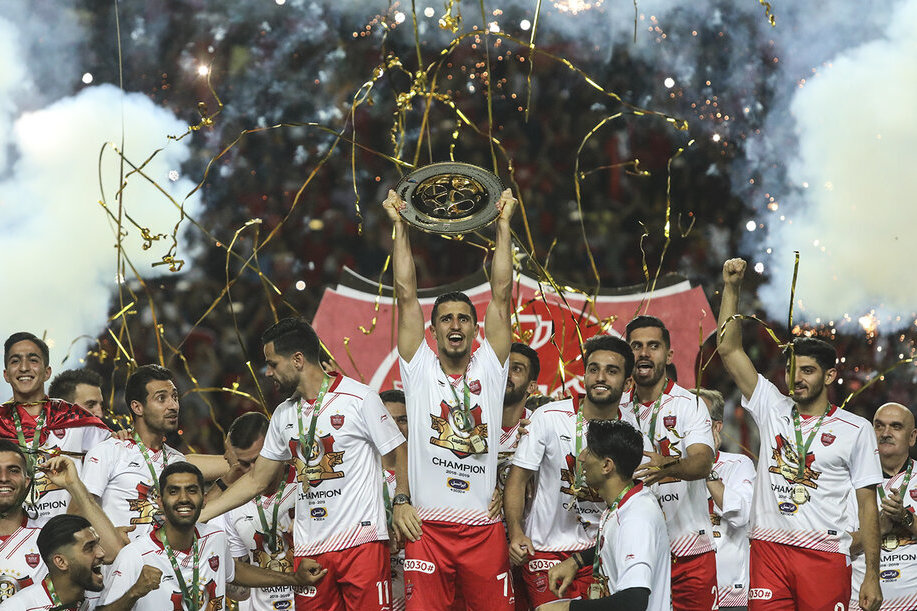
برسبوليس

كأس حزفي 2018-2019 هو الموسم ال 32 من بطولة كأس حذفي الإيرانية لكرة القدم وتلعب المسابقة بنظام خروج المغلوب.

## النهائي
نادي برسبوليس 1
نادي داماش غيلان 0